# Haplothrips robustus
Haplothrips robustus är en insektsart som beskrevs av Bagnall 1918. Haplothrips robustus ingår i släktet Haplothrips och familjen rörtripsar. Inga underarter finns listade i Catalogue of Life.